# Willikies
Willikies är en ort i Antigua och Barbuda.   Den ligger i parishen Parish of Saint Philip, i den östra delen av landet, 16 kilometer öster om huvudstaden Saint John's. Willikies ligger 35 meter över havet och antalet invånare är 1 149. Den ligger på ön Antigua.
Terrängen runt Willikies är platt. Havet är nära Willikies åt nordost. Närmaste större samhälle är Saint John's, 15,9 kilometer väster om Willikies. 